# 폭스 라이프

폭스 라이프(영어: Fox Life)는 2004년 폭스 네트웍스 그룹이 설립한 국제적 텔레비전 채널이다.

## 나라별 채널

### 대한민국
대한민국의 폭스 라이프의 라이센서 티캐스트는 2020년 12월 31일 월트 디즈니 컴퍼니 코리아와 채널 이름을 변경하는 라이선스 계약을 해지했다고 발표했다.
폭스 라이프는 국내에서의 시트콤 편성이 전무해지자 클래식 드라마 전문 채널로 바꾼 동시에 채널명도  채널 에버가 되었다.

### 일본
2005년 12월 14일 개국하였으나 2011년 9월 30일 종료되었다. 폭스 라이프에서 방송된 프로그램 중 일부는 폭스 채널 및 FOX bs238 (현 FOX 스포츠 & 엔터테인먼트)에서 방송이 계속되었다. 또한 폭스 라이프가 방송된 채널은 이듬해 10월 1일 이후 동일한 폭스가 운영하는 내셔널 지오그래픽 채널의 새로운 채널 냇 지오 와일드로 방송을 시작했다.